# Subsecretari
Un subsecretari és un alt funcionari de l'Administració General de l'Estat a Espanya, que governa una subsecretaria, una part de l'organització funcional d'un ministeri. Els secretaris generals tenen categoria de subsecretari i són nomenats i separats mitjançant reial decret del Consell de Ministres.
Va ser creat per Reial Decret de 16 de juny de 1834 amb la funció d'assistent a les secretaries de despatx, que avui en dia s'anomenen ministeris. Des de la Llei de Règim Jurídic de l'Administració de l'Estat de 1957, el subsecretari era el segon cap del departament ministerial. La figura va perdre pes quan s'introduí la figura del secretari d'estat, jeràrquicament superior.
Les seues funcions són:
- Representació ordinària del Ministeri.
- Direcció dels serveis comuns i exercir les competències que corresponen a aquests serveis comuns.
- Direcció superior de tot el personal del departament ministerial.
- Coordinació de les actuacions de dins del ministeri i amb els altres ministeris.

La LOFAGE estableix les seues competències en l'article 15.